# Geraldo Pinho Alves
Geraldo Pinho Alves (Olinda, 24 de dezembro de 1925 — Recife, 2 de dezembro de 2000) foi um médico e político brasileiro.
Conhecido como Dr. Geraldo, Geraldo Pinho Alves foi prefeito do Paulista em três ocasiões e Deputado Estadual em outras duas, sendo líder do governo de Miguel Arraes na Assembleia Legislativa de Pernambuco . Foi, também, membro fundador do MDB e do PMDB de Pernambuco, juntamente com outros políticos como Jarbas Vasconcelos e Marcos Freire.

## Família e formação
Geraldo Pinho Alves era filho do também médico Carlos Alberto da Silva Alves e de Zulima Pinho. Sua avó paterna, dona Minervina da Silva Alves, era parteira, formada pela primeira turma de parteiras profissionais do Hospital Pedro II em 1890.
Fez seus primeiros estudos no colégio Ateneu Pernambucano em Olinda, e o segundo grau no Colégio Joaquim Nabuco. Ingressou na Faculdade de Medicina da UFPE em 1946, formando-se em 8 de dezembro de 1952. Defendeu tese no ano de 1953. Fez cursos de Saúde Pública, Radiologia e Medicina do Trabalho.
Foi médico do Departamento de Saúde Pública, trabalhando no Centro de Saúde Gouveia de Barros, e, depois, no SAMDU (hoje SAMU). Tornou-se diretor do SAMDU, em Paulista, em janeiro de 1958.
Casou-se com Marília Basto Russell e com ela teve seis filhos: Marco (n.1955); Katia (n.1956); Lígia (n.1958); Geraldo Filho (n. 1960); Bianca (n. 1962); e Sérgio (n. 1968). 

## Início da vida política
Visto pelos empresários locais como um jovem promissor, foi lançado na política na tentativa de combater o poder dos coronéis. Com esse objetivo, o Dr. Geraldo elegeu-se prefeito do Paulista pela primeira vez em 15 de novembro de 1959, obtendo 3.597 votos .
Assumiu a prefeitura em 1º de janeiro de 1960 e começou um grande programa de infra-estrutura e eletrificação. Seu mandato, porém, foi curto pois tornou-se deputado estadual no ano de 1962.

## Deputado
Eleito pelo PTB, partido de que era presidente em Pernambuco, o Deputado Estadual Geraldo Pinho Alves logo se tornou um dos principais aliados do governador Miguel Arraes, e, por isso, foi escolhido líder do governo na Assembleia Legislativa de Pernambuco.
Posteriormente, com a cassação do governador pela Ditadura Militar, virou o líder da oposição.

## Golpe de 1964
Em 1964, durante os dias que antecederam o golpe militar, Geraldo Pinho Alves foi um dos três deputados estaduais de Pernambuco a defender que o governador Miguel Arraes decretasse Estado de Sítio para se defender. O que foi rechaçado, inclusive, pela então bancada governista.
No dia 1º de Abril de 1964, durante a votação da resolução que cassava o mandato do então governador Miguel Arraes, enfrentando a revolução, Dr. Geraldo disse:
| “ | Espero escutar a reação dos que ficaram contra o Sítio, pois aqui a figura inconstitucional [do golpe] está por demais robustecida. Faço uma pausa, para que o eco de minhas palavras atinja os propósitos desejados. E muito exultaria em ver na tribuna os constitucionalistas de ontem, notadamente o líder da oposição, dando o mesmo posicionamento e o mesmo voto contrário ao texto de lei [de que antes me acusava]. Como não recebo apartes, continuo a acreditar que o destino desta reunião está selado. | ” |

Por conta de sua oposição ao Golpe Militar de 1964, Dr. Geraldo teve a vida devassada pelos agentes da ditadura, pelo que, em um discurso na Assembleia Legislativa em 20 de Abril de 1964 declarou:
| “ | Vasculhem a minha vida, meu patrimônio e tudo o que possuo, porque posso provar aos que tentam difamar a minha honra que nada tenho, a não ser uma Rural e cinco filhos para educar, com os princípios de liberdade que recebi de meu modesto pai | ” |

Mesmo na oposição e já no MDB, Dr. Geraldo foi reeleito para a assembleia em 1966. Nessa legislatura, foi escolhido “Deputado do Ano” em duas ocasiões, em 67/68.

## Cassação
Democrata convicto, Geraldo Pinho Alves fez discursos inflamados contra a prisão do então governador Miguel Arraes, e, posteriormente, teceu inúmeras críticas ao Vice-Governador que assumiu o cargo, Paulo Guerra.
Mantendo-se firme na oposição à "Ditadura Militar", teve o seu mandato e seus direitos políticos cassados em 1968 por força do Ato Institucional nº 5. Dr. Geraldo foi então obrigado a deixar a vida pública e voltar às lides médicas.
Durante o período em que esteve cassado, Dr. Geraldo participou ativamente dos movimentos políticos que tinham como objetivo lutar contra os excessos cometidos pelo governo. Inicialmente com a oposição enfraquecida, que dizia “caber num Fusca”, e finalmente no que culminou na fundação do MDB.
Essa luta, além dos projetos que mesmo longe da política continuou levando ao município, fez com que o então ex-prefeito e ex-deputado fosse agraciado com o título de cidadão honorário, concedido por unanimidade pela Câmara Municipal do Paulista em 1978.
Em 2012, a Assembleia Legislativa de Pernambuco, em ato simbólico, devolveu-lhe o mandato e a outros 24 deputados cassados, honraria que foi recebida “in memorian” por sua viúva, a Sra. Marilia Pinho Alves.

## Volta à Prefeitura
Após 14 anos fora da política, já no ocaso da Ditadura Militar, Dr. Geraldo retorna à vida pública e, em 1982, é eleito pela segunda vez Prefeito do Paulista.
Disputando uma eleição na qual o candidato do PMDB para se eleger precisava obter mais votos que a soma de todos os candidatos da ARENA, Geraldo Pinho Alves obteve 13.369 votos, isto é, 54% dos votos válidos.
Já eleito e diante dos graves problemas enfrentados pelo município, Dr. Geraldo monta uma equipe de secretários técnicos, escolhendo dentre aqueles que compunham a candidatura derrotada de Marcos Freire ao governo de Pernambuco naquele mesmo ano, e cria a campanha "Fé em Paulista e Mãos à Obra", que pretendia revitalizar o município.
Logo no início de seu mandato, Geraldo Pinho Alves, juntamente com o então governador Roberto Magalhães, assina parcerias para renovar e ampliar a estrutura viária, revitalizando a PE-01 (Av. Cláudio Gueiros Leite) e construindo a PE-22 que até hoje liga o litoral do município ao Centro da Cidade. Além da inclusão de Paulista no sistema da Adutora de Botafogo.

## Terceiro mandato
Dr. Geraldo voltou à prefeitura em 1997, após vencer as eleições de 1996, em que recebeu 41.376 votos, ou 46% do total.
Assume a prefeitura com o desafio de reestruturar o município, após o governo de José Resende, marcado por denúncias de corrupção. A prefeitura contava 12 meses de atraso salarial, a cidade não possuía um sistema de limpeza urbana, as escolas não recebiam investimentos, e os postos de saúde estavam sem funcionar.
Em pouco mais de um ano de mandato a cidade já se encontrava em uma situação de solvência de suas dívidas e começava a se reestruturar.

## Últimos anos
Em 2000, Geraldo Pinho Alves é internado no hospital Unicórdis no Recife com problemas respiratórios. Após 15 dias de internação, antes do fim de seu último mandato, morre no hospital por complicações de uma parada respiratória.
Seu corpo foi velado na Assembleia Legislativa de Pernambuco no dia 2 de dezembro, e posteriormente na Igreja Matriz de Paulista. Está enterrado no "Cemitério Morada da Paz", em Paulista.

## Homenagens
Após a sua morte, a Assembleia Legislativa de Pernambuco, por iniciativa do Deputado Guilherme Uchoa, aprovou uma lei que renomeou a PE-22 como Rodovia Prefeito Geraldo Pinho Alves .
No dia 28 de Setembro de 2009, Dr. Geraldo foi homenageado postumamente pelos serviços prestados ao estado e ao município do Paulista. Homenagem realizada pela Assembleia Legislativa de Pernambuco, na figura do Deputado Amaury Pinto.
Em 27 de Janeiro de 2010, o então Governador Eduardo Campos, com a presença do presidente Lula e da então ministra Dilma Rousseff, inaugurou uma Unidade de Pronto Atendimento (UPA) em Paulista e esta recebeu o nome de Geraldo Pinho Alves em homenagem ao ex-prefeito e ex-deputado .
Por iniciativa da população, em 2019 uma escola municipal do Bairro de N. Sra. da Conceição, em Paulista, recebeu o nome de Geraldo Pinho Alves.
Em 2022, o Clube Municipal do Nobre, adquirido na terceira gestão do Prefeito Geraldo Pinho Alves, foi requalificado pelo Prefeito Yves Ribeiro e ganhou o nome de Clube Municipal Prefeito Geraldo Pinho Alves

## Cronologia
- 1925 – Geraldo Pinho Alves nasce em Olinda
- 1958 – Diretor do SAMDU em Paulista
- 1960 a 1962 – Prefeito do Paulista
- 1962 a 1966 – Deputado Estadual pelo Partido Trabalhista Brasileiro (PTB)
- 1966 a 1968 – Reeleito deputado estadual pelo MDB
- 1968 – Cassado pelo AI-5
- 1982 a 1988 – prefeito de Paulista, pelo PMDB
- 1994 a 1996 – Presidente do IPSEP
- 1996 a 2000 – Prefeito de Paulista, pelo PSB
- 2000 - Falece no dia 2 de dezembro no Recife